# Ayla (nome)
Ayla è un nome proprio di persona femminile presente in diverse lingue.

## Origine e diffusione

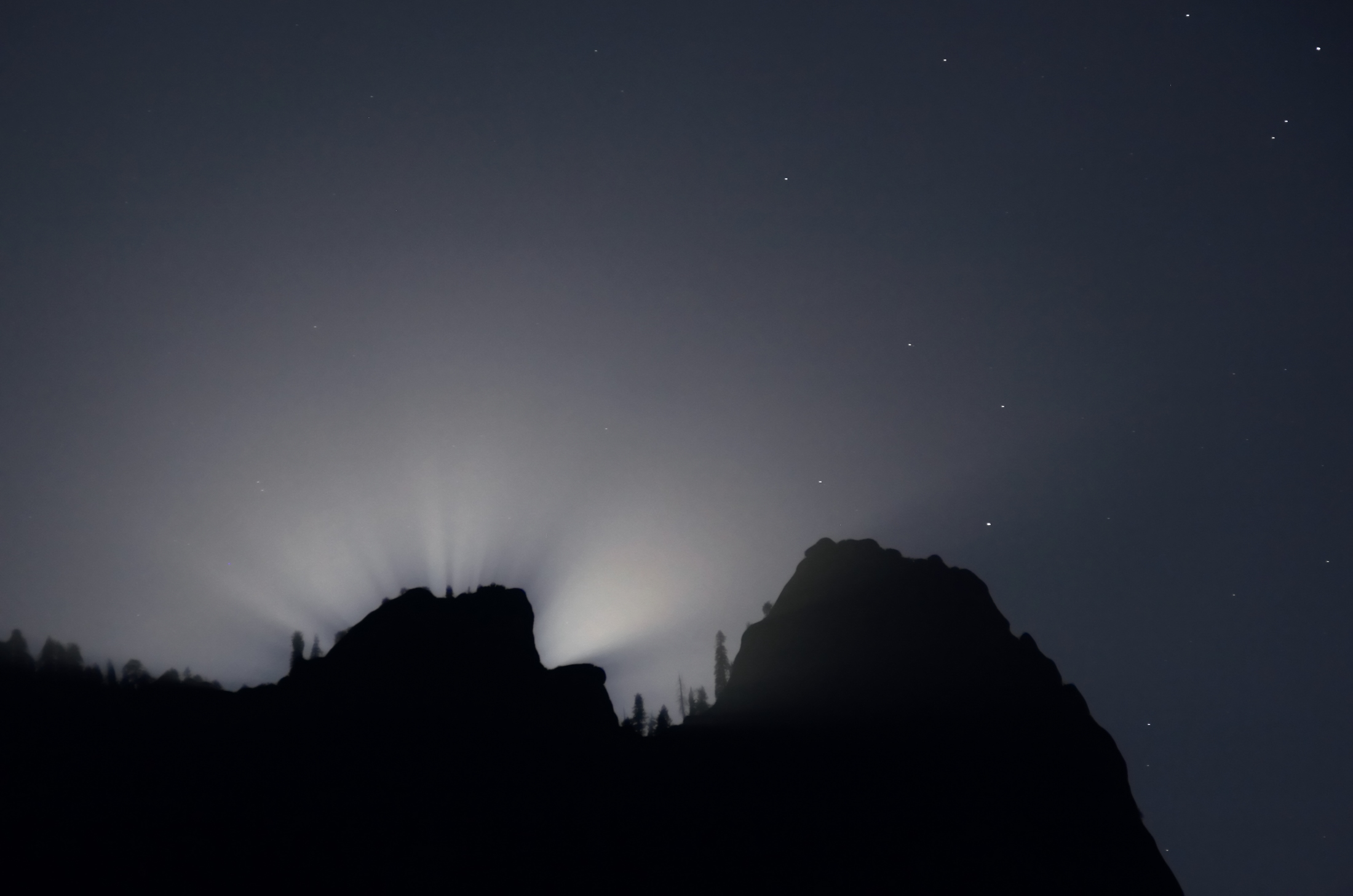
La luce lunare che splende da dietro un monte

Il nome "Ayla" è presente, con origine diversa, in più lingue e contesti culturali: primariamente, si tratta di un nome turco, basato sull'omonimo termine che significa "luce lunare" o "alone [di luce lunare]" (da cui anche Aylin); tale nome è presente anche in una variante bosniaca, Ajla. In tempi recenti, è usato anche in ebraico, dove il nome אֵלָה (Elah o Ayla) richiama l'albero della quercia o del terebinto.
Oltre ai nomi precedenti, si segnala anche il nome di Ayla, un'orfana di Cro-Magnon protagonista della fortunata serie di romanzi di Jean M. Auel I figli della Terra; il suo nome è una creazione letteraria: nella serie, "Ayla" è la pronuncia neanderthal del suo nome cro-magnon originale, che però non è citato (Auel lo avrebbe coniato sentendo, in un documentario, degli indigeni amazzonici cantilenare ripetendo "aaayla"); proprio a tale personaggio si deve principalmente l'entrata in uso del nome in inglese, a partire dagli anni 1980.

## Onomastico
Il nome è adespota, cioè privo di santa patrona, quindi l'onomastico ricade il 1º novembre, giorno di Ognissanti.

## Persone
- Ayla Kell, attrice e ballerina statunitense

### Variante Ajla
- Ajla Tomljanović, tennista croata naturalizzata australiana

## Il nome nelle arti
- Ayla è la protagonista della serie di romanzi I figli della Terra, scritta da Jean M. Auel.
- Ayla è un personaggio del videogioco Chrono Trigger.
- Ayla Ranzz è un personaggio dei fumetti DC Comics.